# Abbas ibn Firnas
Abbās ibn Firnās (in arabo عباس بن فرناس‎?; Ronda, 810 – Cordova, 888) è stato uno scienziato e inventore berbero, vissuto a Cordova durante la dominazione islamica della Spagna.
Ibn Firnas inventò il primo aeromobile, ed è considerato come uno dei padri dell'aviazione. Secondo John Harding, l'aliante di Ibn Firnas è stato il primo tentativo di volo più pesante dell'aria nella storia dell'aviazione.
Si rese anche famoso per le sue innumerevoli attività di studioso e inventore, applicandosi alla fisica, alla chimica e all'astronomia.
Sviluppò una formula per la fabbricazione del cristallo con cui costruì lenti correttive "pietre per leggere", nonché un sistema per la costruzione di planetari, con la simulazione della rotazione di stelle e pianeti.
Viene ricordato principalmente per il suo esperimento di volo. Con circa mille anni di anticipo sui fratelli Wright, infatti, costruì una macchina volante con la quale, all'età di 65 anni, tentò personalmente il volo lanciandosi da una torre di Cordova. L'esperimento riuscì parzialmente: ‘Abbās riuscì per qualche momento a librarsi nell'aria, ma finì per planare bruscamente a terra, procurandosi alcune ferite, probabilmente per non aver calcolato correttamente l'utilizzo della coda.
Sono stati intitolati al suo nome l'aeroporto di Baghdad, un ponte, e un cratere lunare.